# مسجد مسلمین حسین‌آباد
مسجد مسلمین حسین‌آباد مربوط به دوره صفوی - دوره قاجار است و در شهرستان نجف‌آباد، بخش مهردشت، دهستان حسین‌آباد، روستای حسین‌آباد واقع شده و این اثر در تاریخ ۲۶ اسفند ۱۳۸۷ با شمارهٔ ثبت ۲۶۱۷۷ به‌عنوان یکی از آثار ملی ایران به ثبت رسیده است.